# 557045 Nadolschi
557045 Nadolschi este o planetă minoră (asteroid) din centura de asteroizi. A fost descoperită pe 13 martie 2008 la Observatorul La Silla de  și a fost numită după Victor Nadolschi. 
Obiectul prezintă o orbită caracterizată de o semiaxă mare de 2,6032824670636 UAi, o excentricitate de 0,17717445431685, o înclinație de 4,6678714050063 ° în raport cu ecliptica.